# Gastrotheca dysprosita
Gastrotheca dysprosita é uma espécie de anfíbio anuro da família Hemiphractidae. Está presente no Peru. A UICN classificou-a como pouco preocupante.